# 사가라 나가오키
사가라 나가오키(일본어: 相良 長興 さがら ながおき[*])는 히고국 히토요시번 제 5대 번주이다.

## 생애
겐로쿠 6년 (1693년) 12월 14일, 4대 번주 사가라 요리토미의 장남으로 태어났다. 쇼토쿠 2년 (1712년) 9월 21일, 아버지의 은거로 가독을 이었다. 교호 3년 (1718년) 5월, 이름을 요리이(頼以)에서 나가오키로 개명했다.
교호 6년 (1721년) 7월 11일, 가독을 동생이자 양자인 나가아리에게 물려주고 은거해, 교호 19년 (1734년) 11월 6일에 42세의 나이로 사망했다.

## 가계
- 아버지 : 사가라 요리토미
- 어머니 : 오토요 - 요신인. 이타쿠라 시게노리의 딸. 이타쿠라 시게타네의 양녀
- 정실 : 키노시타 토시카즈의 딸
- 양자 : 사가라 나가아리 - 친동생